# 軸

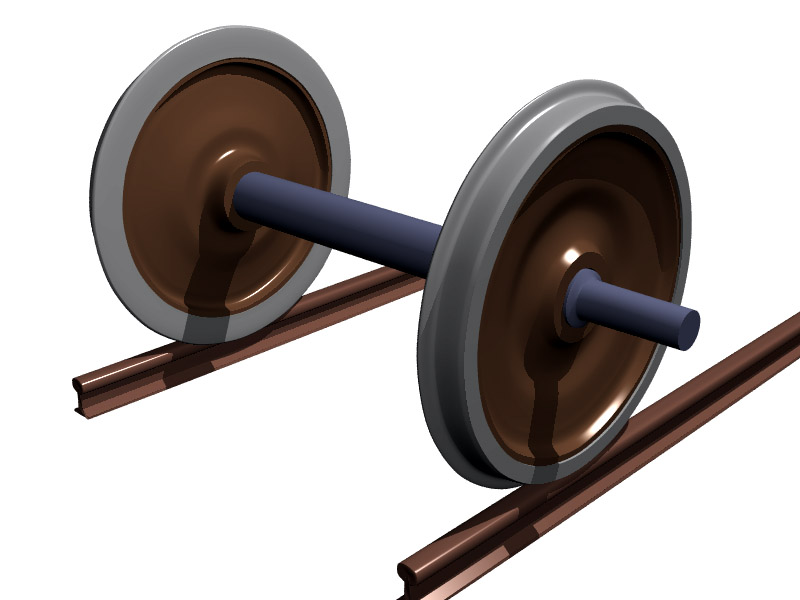
火车的车轮被固定在一根长轴上；这样，它们会同步的旋转。

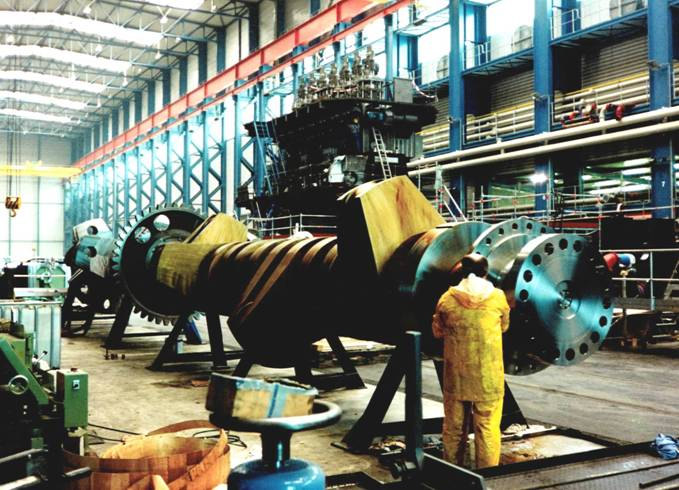
船艦螺旋槳的軸

轴是轮子或齿轮中央的直杆或曲杆，大部份都為圓柱狀，用於傳動及支撐其他旋轉元件。用於支撐的轴会被轮子或齿轮轴心洞内的轴承或轴套固定，这样，使轮子或齿轮能绕轴旋转；而用於傳動的軸會把轮子或齿轮固定于轴上，而轴承或轴套则固定在其他結構上，用来支撑轴。
轴的分类：心轴，转动轴，传动轴，其中转动轴既受转矩又受弯矩，传动轴只受转矩，心轴只受弯矩。